# Tronzano Vercellese
Tronzano Vercellese là một đô thị ở tỉnh Vercelli trong vùng Piedmont thuộc Ý, có cự ly khoảng 50 km về phía đông bắc của Torino và khoảng 20 km về phía tây của Vercelli. Tại thời điểm ngày 31 tháng 12 năm 2004, đô thị này có dân số 3.519 người và diện tích là 44,9 km².
Đô thị Tronzano Vercellese có các frazioni (đơn vị cấp dưới, chủ yếu là các làng) Salomino.
Tronzano Vercellese giáp các đô thị: Alice Castello, Bianzè, Borgo d'Ale, Crova, Ronsecco, San Germano Vercellese, và Santhià.